# Psaironeura bifurcata
Psaironeura bifurcata là loài chuồn chuồn trong họ Protoneuridae. Loài này được Sjöstedt mô tả khoa học đầu tiên năm 1918.